# Oktanski broj
Oktanski broj (енгл. Octane number) goriva predstavlja meru otpornosti goriva na samozapaljenje i eksplozivno sagorevanje u motoru sa unutrašnjim sagorevanjem. Što je oktanski broj goriva viši to je veća otpornost goriva na samozapaljenje pri povećanju pritiska i temperature pre nego što ga svećica motora zapali. Tako se mogu obezbediti viši stepeni kompresije motora kao i ravnomernije i što potpunije iskorišćenje energije sadržane u gorivu.

Uopšteno govoreći, goriva sa visokim oktanskim brojem su pogodna za korišćenje u benzinskim motorima visokih performansi sa većim stepenom kompresije. U ovakvim motorima dolazi do kompresije smeše benzina i vazduha i time do njihovog zagrevanja. U tim trenucima je od presudnog značaja da ne dođe do samozapaljenja smeše pre pojave varnice na svećici. Nasuprot tome, goriva sa nižim oktanskim brojem (a višim cetanskim brojem) idealna su za upotrebu u dizel motorima u kojima dolazi do kompresije vazduha a tek nakon toga do ubrizgavanja izvesne količine goriva. Iz tog razloga se pojam oktanskog broja gotovo isključivo navodi kao karakteristika motornih benzina.

## Vrste oktanskih brojeva
Kao parametri motornih benzina definisana su dva oktanska broja, i to:

- Istraživački oktanski broj – RON (енгл. Research octane number) i
- Motorni oktanski broj – MON (енгл. Motor octane number)

Kako bi se obezbedila uniformnost proizvodnje motornog benzina kao i njegovo nesmetano korišćenje u svim tipovima motora sa unutrašnjim sagorevanjem, karakteristike koje benzin mora da zadovolji, pa samim tim i oktanski broj goriva, na teritoriji Evrope propisane su standardom SRPS EN 228:2017: Goriva za motorna vozila — Bezolovni motorni benzin — Zahtevi i metode ispitivanja.

Prema ovom standardu na benzinskim stanicama na teritoriji Srbije mogu se naći tri vrste motornog benzina klasifikovane prema njegovom istraživačkom oktanskom broju, i to:
- Evro Premijum BMB 95 – kod koga je RON 95 i veći
- Evro BMB 98 – kod koga je RON 98 i veći
- Evro BMB 100 – kod koga je RON 100 i veći

Takođe, prema istom standardu definisane su i minimalne vrednosti za motorni oktanski broj goriva, i to:
- Za Evro Premijum BMB 95 – MON je 85 i veći
- Za Evro BMB 98 i Evro BMB 100 – MON je 88 i veći.

U većini zemalja u svetu, poput svih zemalja Evrope, Australije ili Novog Zelanda, oktanski broj koji se navodi na benzinskim stanicama je RON. Nasuprot njima, u SAD, Kanadi i Brazilu koristi se izvedena jedinica za oktanski broj AKI (anti-knock index) ili PON (pump octane number). U pojedinim standardima ova jedinica se naziva i Putni oktanski broj (енгл. Road Index Number). PON predstavlja srednju vrednost istraživačkog i motornog oktanskog broja goriva i na benzinskim stanicama se uobičajeno obeležava sa (R+M)/2.

## Pojava samozapaljenja i lupanja
U toku rada benzinskog motora dolazi do kompresije smeše benzina i vazduha u cilindru, koja se pritom zagreva do vrlo visokih temperatura. U tačno određenom trenutku (ugao pretpaljenja) varnicom koju formira svećica ova smeša se pali i veoma brzo sagoreva. Kao produkt tog sagorevanja dobija se korisna snaga koja pokreće motor. Od ključne je važnosti da do zapaljenja smeše dođe u trenutku pojave varnice kao i da sagorevanje bude ravnomerno i potpuno jer se samo tako snaga sadržana u gorivu može potpuno iskoristiti. Ukoliko u cilindru motora usled zagrevanja ili velikog stepena kompresije dolazi do samozapaljenja goriva, odnosno do pojave detonacija, tada parcijalni udarni talasi ovih detonacija predstavljaju kočnicu kretanju klipa. Takođe, ove detonacije dovode do velikog lokalnog zagrevanja delova motora kao i do naglog povećanja pritiska. Ove anomalije, ukoliko su učestale, mogu dovesti do trajnog oštećenja motora.

Prilikom ravnomernog sagorevanja smeše benzin-vazduh, brzina frontalnog talasa plamena iznosi oko 50m/s, dok je prilikom detonantnog sagorevanja ova brzina veća od 500m/s. Iz ovog poređenja je jasno da svi delovi motora, a posebno ventili i karike, trpe veliko opterećenje i mogu biti nepovratno oštećeni. Pored toga, usled povećanog prodora produkata sagorevanja između karika i zidova cilindra dolazi i do intenzivne degradacije motornog ulja. Kako bi se rizik od oštećenja motora minimizovao, većina modernih benzinskih motora opremljena je senzorima koji prepoznaju pojavu lupanja i automatski putem upravljačke logike motora prilagođavaju ugao pretpaljenja i količinu ubrizganog goriva tako da se pojava lupanja eliminiše i pojava oštećenja predupredi.

## Merenje oktanskog broja

### Referentna goriva
Oktanski broj goriva se određuje laboratorijski, poređenjem sa vrednostima za dva referentna goriva. Izooktan (isooctane) C8H18 ima izuzetno veliku otpornost na samozapaljenje. Njegova struktura je takva da ima srazmerno malo slobodnih atoma vodonika a veze između atoma ugljenika se teško raskidaju. Iz tog razloga izooktan je vrlo otporan na visoke temperature i pritiske. Usled ovih karakteristika odabran je za referentno gorivo i njegov oktanski broj definisan je kao vrednost 100. Sa druge strane, n-heptan C7H16 je zahvaljujući svojoj lančastoj strukturi i vezama između atoma ugljenika koje lako pucaju veoma sklon detonaciji. Stoga je njegov oktanski broj definisan kao 0. Kako bi se odredio oktanski broj svakog pojedinačnog goriva, vrši se poređenje tog goriva sa smešom izooktana i n-heptana koja se pod istim, strogo kontrolisanim uslovima istovetno ponaša. Tako, ukoliko gorivo ima iste karakteristike otpornosti na samozapaljenje i detonantno sagorevanje kao smeša 95% izooktana i 5% n-heptana, tada je njegov oktanski broj 95. Važno je razumeti da se gorivo sa oktanskim brojem 95 ne sastoji od 95% izooktana i 5% n-heptana već da samo njegova otpornost na samozapaljenje i detonantno sagorevanje odgovara otpornosti navedene smeše.

Merenje oktanskog broja motora izvodi se u laboratorijskim uslovima, u strogo kontrolisanim i standardizovanim uslovima na specijalizovanim ASTM CFR motorima sa unutrašnjim sagorevanjem.

### Istraživački oktanski broj – RON (Research octane number)[7]
RON predstavlja najčešće korišćeni oktanski broj prilikom karakterizacije goriva. Određuje se testiranjem goriva na specijalizovanom jednocilindričnom motoru sa promenljivom kompresijom pod strogo kontrolisanim uslovima vazdušnog pritiska i temperature. Motor tokom testiranja radi na 600 o/min i sa nepromenljivim uglom pretpaljenja od 13° btdc. Time se približno simulira kretanje prosečno opterećenog vozila na ravnom putu, konstantnom brzinom. Pri tako definisanim uslovima promenom kompresije vrši se poređenje datog goriva sa različitim smešama izooktana i n-heptana sve dok se karakteristike goriva i smeše ne poklope. Procenat izooktana u tako određenoj smeši predstavlja istraživački oktanski broj testiranog goriva. 

### Motorni oktanski broj – MON (Motor octane number)[9]
MON predstavlja drugi tip oktanskog broja benzina koji se određuje testiranjem koje se izvodi na način sličan opisanom za određivanje RON. Gorivo se takođe testira na jednocilindričnom motoru sa promenljivom kompresijom. Prilikom određivanja MON motor radi na 900 o/min, sa promenljivim uglom pretpaljenja (13°-26° btdc) koji se usklađuje sa trenutno podešenom kompresijom. Kako bi se i motor i gorivo izložili maksimalnom stresu smeša goriva i vazduha se pre ubrizgavanja u motor dodatno zagreva. Na ovaj način se simulira kretanje opterećenog vozila u uslovima penjanja uzbrdo ili punog ubrzanja. Potom se promenama kompresije i ugla pretpaljenja gorivo upoređuje sa smešama izooktana i n-heptana sve dok se ne odredi koja smeša odgovara karakteristikama goriva. Procenat izooktana u tako određenoj smeši predstavlja motorni oktanski broj goriva. 
U zavisnosti od sastava goriva razlika između MON i RON obično varira između 8 i 12 i naziva se osetljivost goriva.

## Efekat oktanskog broja goriva
Povećanjem oktanskog broja goriva povećava se i njegova otpornost na samozapaljenje i detonantno sagorevanje. Time se omogućava kontrolisano i ravnomerno sagorevanje kojim se iz iste količine goriva može dobiti veća korisna snaga. Pored toga, izbegavanjem efekta lupanja drastično se produžava životni vek svih sklopova motora sa unutrašnjim sagorevanjem. 

Kod modernih motora se povećanjem stepena kompresije i preciznim ubrizgavanjem goriva iz iste radne zapremine može dobiti višestruko veća specifična snaga. Kako bi se odgovorilo potrebama savremene konstrukcije ovakvih motora gorivima se dodaju različiti aditivi kako bi im se povećao oktanski broj. 
U ranim fazama razvoja auto industrije pribeglo se povećanju oktanskog broja goriva dodavanjem tetraetilolova (TEL) u gorivo. Ovim postupkom oktanski broj goriva se značajno povećava a zauzvrat se dobija mirniji, ravnomerniji i tiši rad motora. Vremenom je ipak uočeno da se sagorevanjem u motoru olovo kroz izduvne gasove emituje u atmosferu. Kako je potvrđeno da je deponovanje teških metala, pa i olova, izuzetno opasno po čovekovu okolinu, zabranjena je upotreba derivata olova u motornim benzinima i formirana je gradacija bezolovnih benzina.

Od početka 70-ih godina 20. veka, olovo počinje da se kao aditiv izbacuje i da se menja manje štetnim a efikasnim jedinjenjima čiji je oktanski broj viši od 100 poput MTBE (metil terc-butil etar), ETBE (etil terc-butil etar) ili toluena.

Važno je naglasiti da oktanski broj ne označava količinu energije sadržanu u gorivu. Ova karakteristika je samo mera otpornosti goriva na samozapaljenje i tendencije goriva da kontrolisano sagoreva kako bi se energija sadržana u njemu što potpunije iskoristila.

## Primeri oktanskih brojeva
U narednoj tabeli navedeni su primeri oktanskih brojeva (RON i MON) za pojedine čiste ugljovodonike kao i za pojedine motorne benzine na različitim svetskim tržištima .
| Gorivo | RON     | MON   |
| --- | ------- | ----- |
| n-oktan | -20     | -17   |
| n-heptan (po definiciji)                                                                                                 | 0       | 0     |
| Dizel gorivo | 15-25   |       |
| n-pentan | 62      | 61,9  |
| „Regular gasoline“ u USA, AUS i NZL                                                                                      | 91-92   | 82-83 |
| "Evro Premijum BMB 95" u SRB, „Euro Super“,„Euro Premium“ i „Regular unleaded“ u EU                                      | 95      | 85    |
| „Super unleaded“ u USA                                                                                                   | 97      | 87-88 |
| "Evro BMB 98" u SRB, "SuperPlus" u GER                                                                                   | 98      | 88    |
| "Shell V-Power 98" u Singapuru,"BP Ultimate 98/Mobil Synergy 8000" u NZL, "SP98" u FRA, "Super 98" u BEL, GBR, SLO i ESP | 98      | 89-90 |
| "Evro BMB 100" u SRB, "Shell V-Power" u ITA i GER                                                                        | 100     | 88    |
| Izooktan (po definiciji)                                                                                                 | 100     | 100   |
| Benzen | 101     |       |
| "Petrobras Podium" u BRA                                                                                                 | 102     | 88    |
| "E85 gasoline" | 102-105 | 85-87 |
| Izobutan | 102     | 97,6  |
| Etanol | 108,6   | 89,7  |
| Metanol | 108,7   | 88,6  |
| Toluen | 121     | 107   |
| Metan | 120     | 120   |
| Vodonik | <130    |       |

## Spoljašnje veze
Waukesha CFR

ADL Petroleum services Ltd